# Doripenem
Doripenem (cu denumirea comercială Doribax) este un antibiotic din clasa carbapenemelor, fiind utilizat în tratamentul unor infecții bacteriene. Printre acestea se numără: pneumonie nosocomială, infecții complicate de tract urinar și infecții complicate intra-abdominale. Căile de administrare disponibile sunt intravenoasă și intramusculară. Prezintă o stabilitate ridicată în soluție apoasă, în comparație cu alte carbapeneme.

## Reacții adverse
Se poate instala o diaree cu colită pseudomembranoasă, datorită infectării cu Clostridium difficile. În acest caz, tratamentul trebuie oprit imediat.